# Le Doulieu
Le Doulieu (Zoeterstee ou Zoeterstede en flamand, De Soutesterde en Néerlandais) est une commune française située dans le département du Nord (59), en région Hauts-de-France.

## Géographie

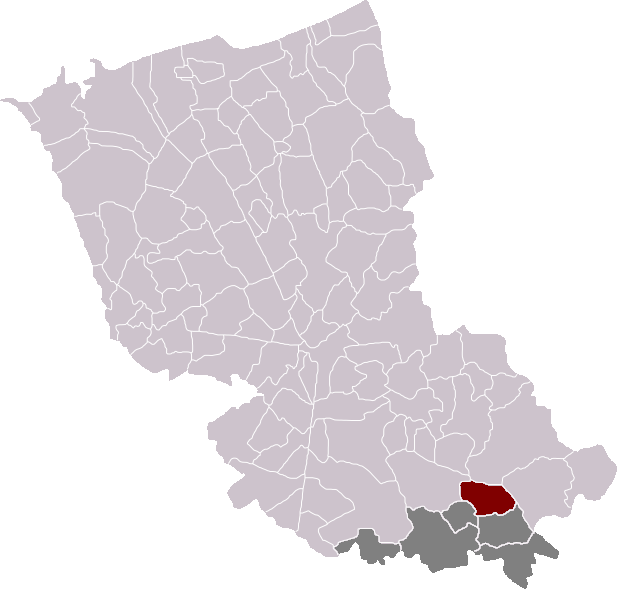
Le Doulieu dans son canton et son arrondissement.

### Situation
Le village du Doulieu est situé entre Lille et Hazebrouck dans le département du Nord.

### Communes limitrophes
|               | Bailleul | Steenwerck |
| Vieux-Berquin | Doulieu  |            |
| Neuf-Berquin  |          | Estaires   |

### Hydrographie

#### Réseau hydrographique
La commune est située dans le bassin Artois-Picardie. Elle est drainée par la Meteren Becque, le Courant du Doulieu, le Courant du Pont du Beurre - Courant de l'Hautdyck, la Becque du Pont Rondin, le Courant bayard, le Courant de la maladrerie, le Courant de schleebe et divers autres petits cours d'eau,.
La Meteren Becque, d'une longueur de 19 km, prend sa source dans la commune de Méteren et se jette  dans la Lys à Estaires, après avoir traversé sept communes. 

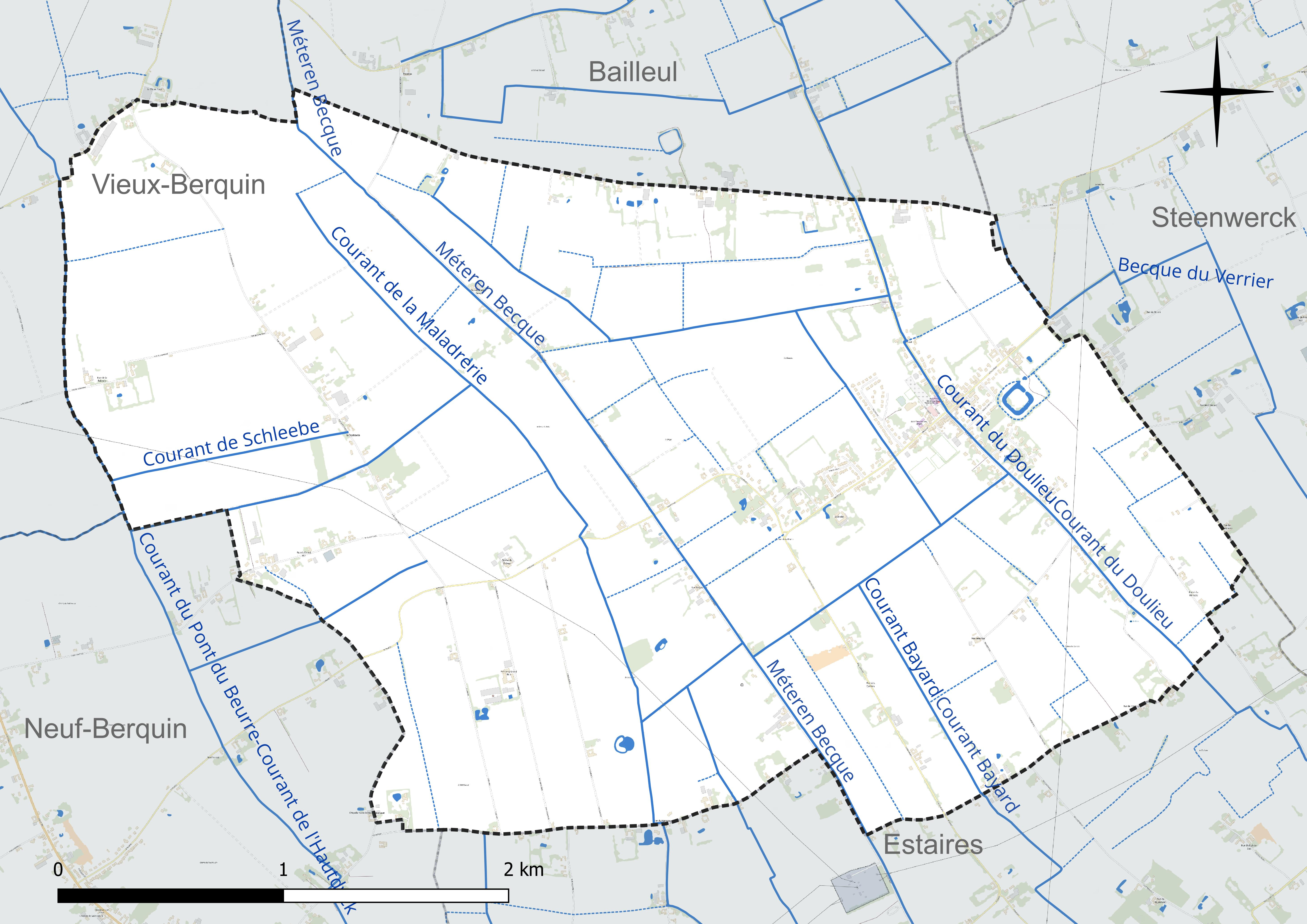
Réseau hydrographique du Doulieu.

#### Gestion et qualité des eaux
Le territoire communal est couvert par le schéma d'aménagement et de gestion des eaux (SAGE) « Lys ». Ce document de planification concerne un territoire de 1 835 km2 de superficie, délimité par le bassin versant de la Lys. Le périmètre a été arrêté le 29 mai 1995 et le SAGE proprement dit a été approuvé le 6 août 2010, puis révisé le 20 septembre 2019. La structure porteuse de l'élaboration et de la mise en œuvre est le syndicat mixte pour l'élaboration du SAGE de la Lys (SYMSAGEL). 
La qualité des cours d'eau peut être consultée sur un site dédié géré par les agences de l'eau et l'Agence française pour la biodiversité. 

### Climat
Pour des articles plus généraux, voir Climat des Hauts-de-France et Climat du Nord.
En 2010, le climat de la commune est de type climat océanique dégradé des plaines du Centre et du Nord, selon une étude du CNRS s'appuyant sur une série de données couvrant la période 1971-2000. En 2020, Météo-France publie une typologie des climats de la France métropolitaine dans laquelle la commune est exposée à un climat océanique et est dans la région climatique  Côtes de la Manche orientale, caractérisée par un faible ensoleillement (1 550 h/an) ; forte humidité de l'air (plus de 20 h/jour avec humidité relative > 80 % en hiver), vents forts fréquents. 
Pour la période 1971-2000, la température annuelle moyenne est de 10,7 °C, avec une amplitude thermique annuelle de 14 °C. Le cumul annuel moyen de précipitations est de 693 mm, avec 11,8 jours de précipitations en janvier et 9 jours en juillet. Pour la période 1991-2020, la température moyenne annuelle observée sur la station météorologique la plus proche, située sur la commune de Steenvoorde à 17 km à vol d'oiseau, est de 11,2 °C et le cumul annuel moyen de précipitations est de 727,8 mm,. Pour l'avenir, les paramètres climatiques de la commune estimés pour 2050 selon différents scénarios d'émission de gaz à effet de serre sont consultables sur un site dédié publié par Météo-France en novembre 2022.

## Urbanisme

### Typologie
Au 1er janvier 2024, Le Doulieu est catégorisée bourg rural, selon la nouvelle grille communale de densité à sept niveaux définie par l'Insee en 2022.
Elle est située hors unité urbaine. Par ailleurs la commune fait partie de l'aire d'attraction de Lille (partie française), dont elle est une commune de la couronne,. Cette aire, qui regroupe 201 communes, est catégorisée dans les aires de 700 000 habitants ou plus (hors Paris),.

### Occupation des sols
L'occupation des sols de la commune, telle qu'elle ressort de la base de données européenne d'occupation biophysique des sols Corine Land Cover (CLC), est marquée par l'importance des territoires agricoles (96 % en 2018), en diminution par rapport à 1990 (97,8 %). La répartition détaillée en 2018 est la suivante : 
terres arables (96 %), zones urbanisées (4 %). L'évolution de l'occupation des sols de la commune et de ses infrastructures peut être observée sur les différentes représentations cartographiques du territoire : la carte de Cassini (XVIIIe siècle), la carte d'état-major (1820-1866) et les cartes ou photos aériennes de l'IGN pour la période actuelle (1950 à aujourd'hui).

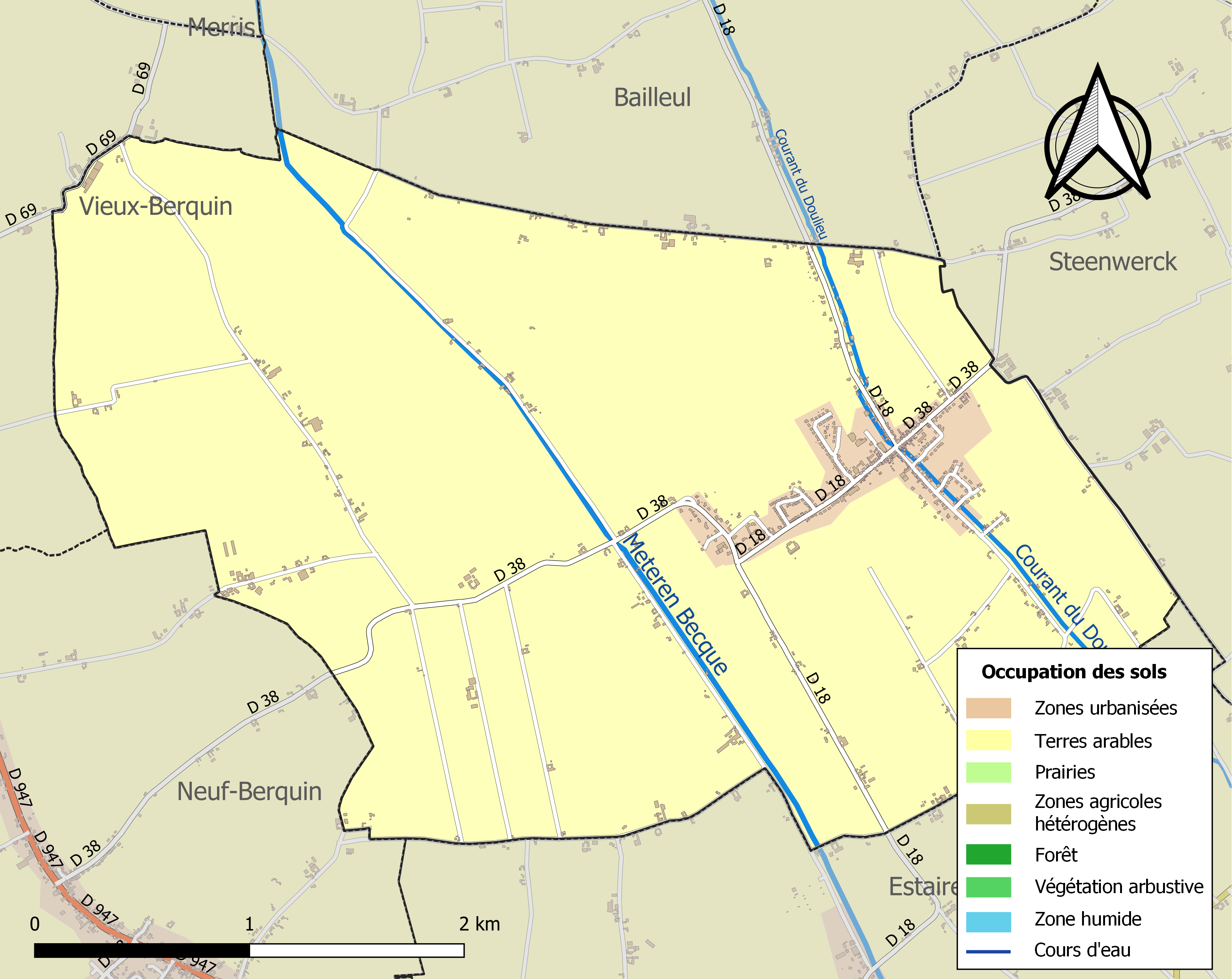
Carte des infrastructures et de l'occupation des sols de la commune en 2018 (CLC).

## Histoire

### Moyen Âge
En 1226, Michel de Harnes fonde la chapelle du Doulieu et la donne à l'abbaye Saint-Jean-Baptiste de Chocques.
Le Doulieu possède une ancienne motte féodale et des restes de catacombes.
Une gravure de l'ancien château de Le Doulieu est exposée en mairie.

#### Seigneurs du Doulieu
Le Doulieu était le siège d'une seigneurie qui fut longtemps possédée par des membres de la famille de Bailleul
On trouve comme seigneurs de Doulieu Philippe d'Everstein vers 1550 et au XVIIe siècle François de Recourt, à qui est dédié le dessin du château de Douxlieu, dans le Flandria Illustrata.

### Époque moderne
En 1584, les protestants, (guerre de Quatre-Vingts Ans), occupent le château du Doulieu, ils brûlent la chapelle en 1586.
Les enclaves du Pont d'Estaires, du Doulieu et du Robermetz  sont rendues à la France par la convention des limites du 16 mai 1769.

### XXesiècle
Le Doulieu, hameau d'Estaires jusqu'en 1913, est érigé en commune.
Le village a été totalement détruit durant la Première Guerre mondiale et reçut à ce titre la Croix de guerre 1914-1918.

## Héraldique
|  | Les armes de Doulieu se blasonnent ainsi :"De gueules au sautoir de vair." |

## Politique et administration
Le 1er maire élu au Doulieu a été en 1923 ou 1924 : L. Pottiez, maire jusqu'en 1935.
Maire de 1935 à 1939 : J. Traisnel.

Maire de 1951 à 1965 : L. Duplouich.

Maire de 1965 à 1978 au moins : Joseph Petitprez.
| Période                                  | Période                     | Identité          | Étiquette | Qualité                            |
| ---------------------------------------- | --------------------------- | ----------------- | --------- | ---------------------------------- |
| Les données manquantes sont à compléter. |                             |                   |           |                                    |
| Maire en 1981                            |                             | Joseph Petitprez  |           |                                    |
| mars 1983                                | juin 1995                   | Jean-Marie Herman |           |                                    |
| juin 1995                                | mars 2014                   | Julien Delassus   |           | Retraité, maire honoraire          |
| mars 2014                                | En cours (au 1er juin 2020) | Dominique Walbrou | DVD       | Ingénieur d'études en informatique |

## Population et société

### Démographie

#### Évolution démographique
L'évolution du nombre d'habitants est connue à travers les recensements de la population effectués dans la commune depuis 1921. Pour les communes de moins de 10 000 habitants, une enquête de recensement portant sur toute la population est réalisée tous les cinq ans, les populations de référence des années intermédiaires étant quant à elles estimées par interpolation ou extrapolation. Pour la commune, le premier recensement exhaustif entrant dans le cadre du nouveau dispositif a été réalisé en 2007.

En 2022, la commune comptait 1 445 habitants, en évolution de −1,16 % par rapport à 2016 (Nord : +0,51 %, France hors Mayotte : +2,11 %).
| 1921 | 1926 | 1931 | 1936 | 1946 | 1954 | 1962 | 1968 | 1975 |
| ---- | ---- | ---- | ---- | ---- | ---- | ---- | ---- | ---- |
| 881  | 926  | 910  | 918  | 884  | 857  | 789  | 727  | 714  |

| 1982 | 1990  | 1999  | 2006  | 2007  | 2012  | 2017  | 2022  | - |
| ---- | ----- | ----- | ----- | ----- | ----- | ----- | ----- | - |
| 965  | 1 138 | 1 229 | 1 377 | 1 398 | 1 407 | 1 478 | 1 445 | - |

#### Pyramide des âges
La population de la commune est relativement jeune.
En 2018, le taux de personnes d'un âge inférieur à 30 ans s'élève à 36,7 %, soit en dessous de la moyenne départementale (39,5 %). À l'inverse, le taux de personnes d'âge supérieur à 60 ans est de 21,7 % la même année, alors qu'il est de 22,5 % au niveau départemental.
En 2018, la commune comptait 719 hommes pour 753 femmes, soit un taux de 51,15 % de femmes, légèrement inférieur au taux départemental (51,77 %).
Les pyramides des âges de la commune et du département s'établissent comme suit.
| Hommes | Classe d’âge | Femmes |
| ------ | ------------ | ------ |
| 0,4    | 90 ou +      | 0,7    |
| 3,4    | 75-89 ans    | 5,5    |
| 17,8   | 60-74 ans    | 15,7   |
| 23,3   | 45-59 ans    | 21,0   |
| 19,3   | 30-44 ans    | 19,5   |
| 13,1   | 15-29 ans    | 15,3   |
| 22,6   | 0-14 ans     | 22,4   |

| Hommes | Classe d’âge | Femmes |
| ------ | ------------ | ------ |
| 0,5    | 90 ou +      | 1,4    |
| 5,3    | 75-89 ans    | 8,1    |
| 14,8   | 60-74 ans    | 16,2   |
| 19,1   | 45-59 ans    | 18,4   |
| 19,5   | 30-44 ans    | 18,7   |
| 20,7   | 15-29 ans    | 19,1   |
| 20,2   | 0-14 ans     | 18     |

## Sites particuliers

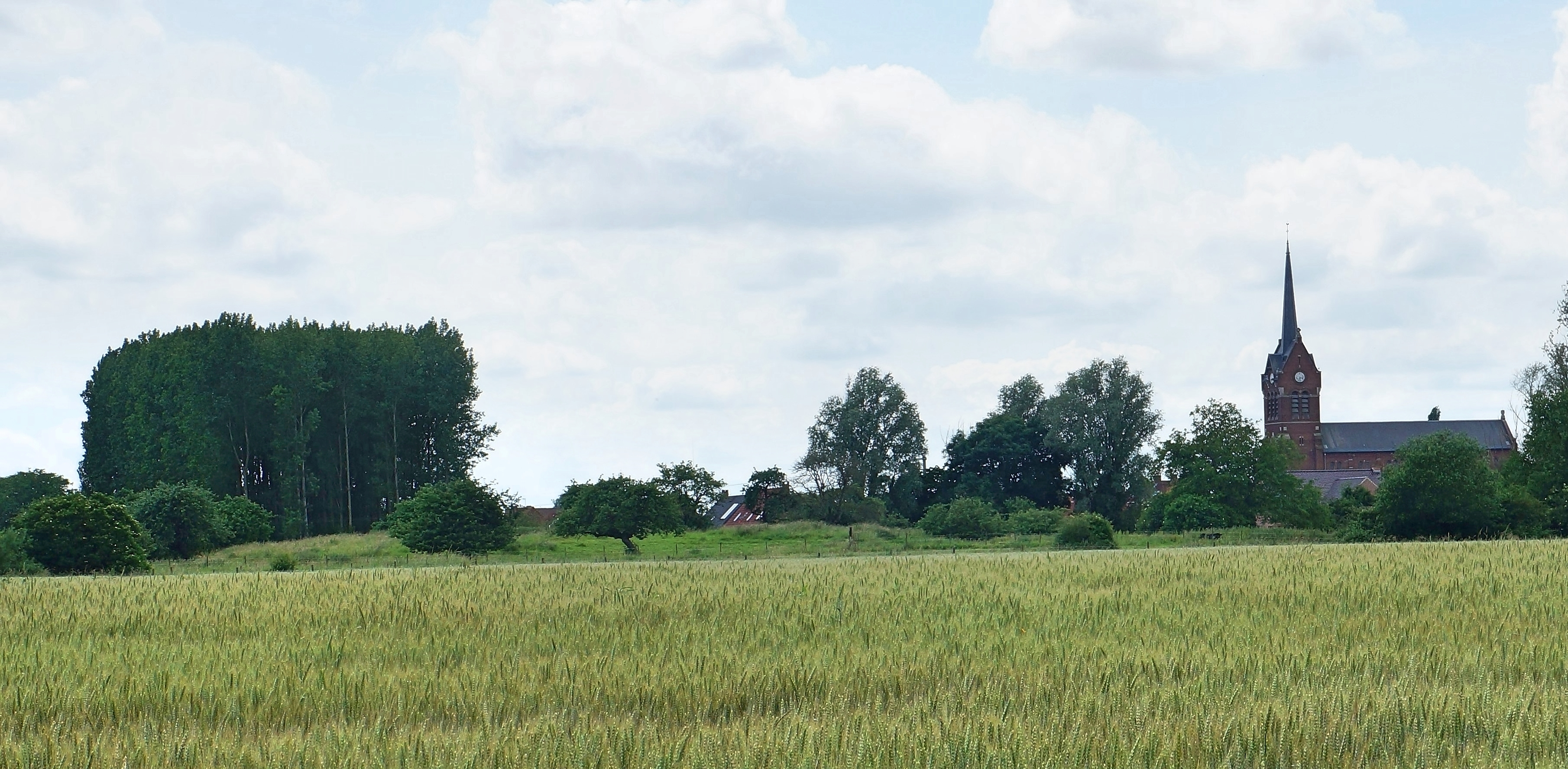
La "Motte féodale" vue de la Rue du Bitram à Steenwerck

- La "Motte féodale" (cad. ZE 146b, 146c) est inscrite à l'inventaire des monuments historiques par un arrêté du  7 février 1980[38].

## Lieux et monuments

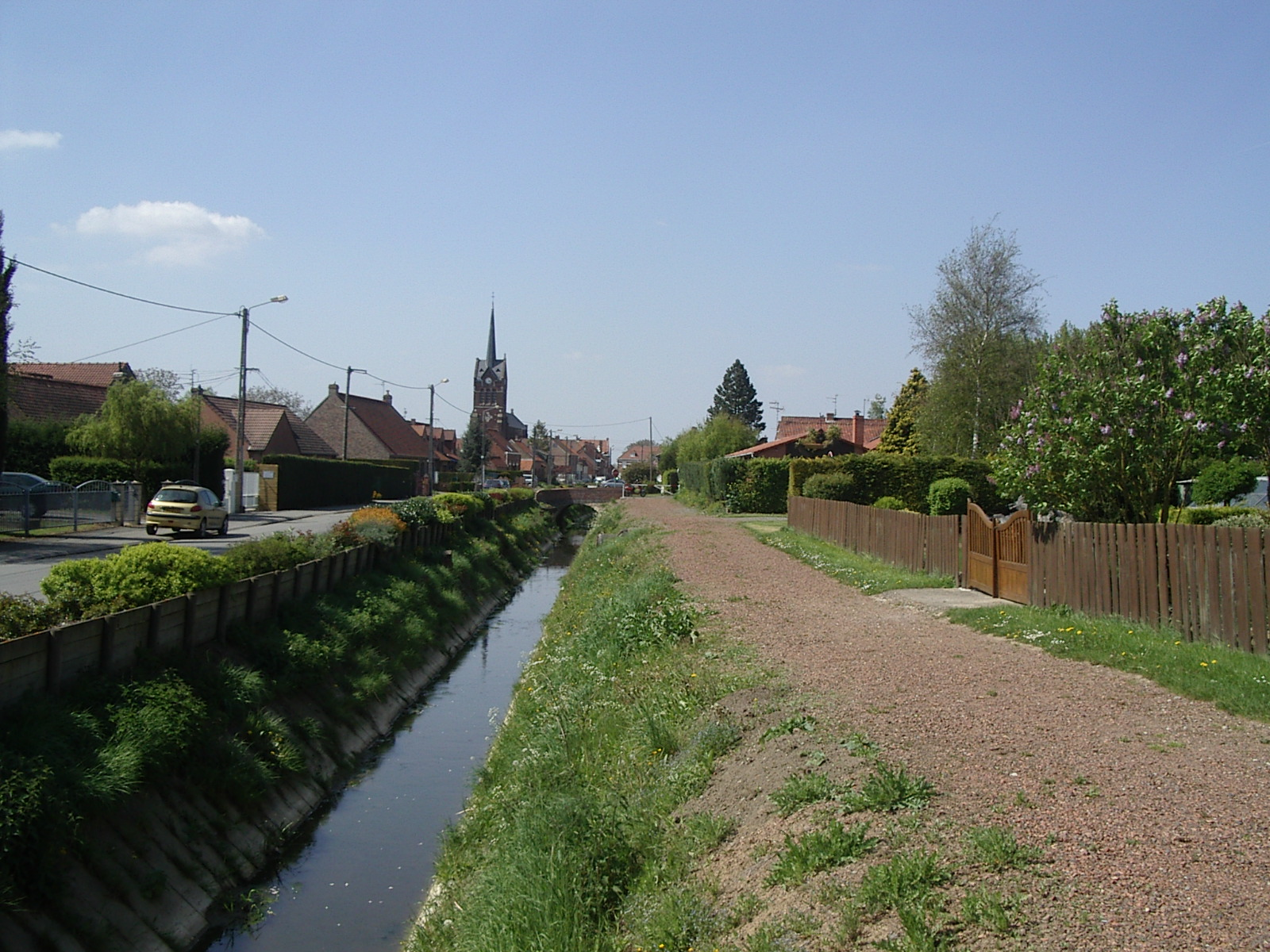
Le village Le Doulieu

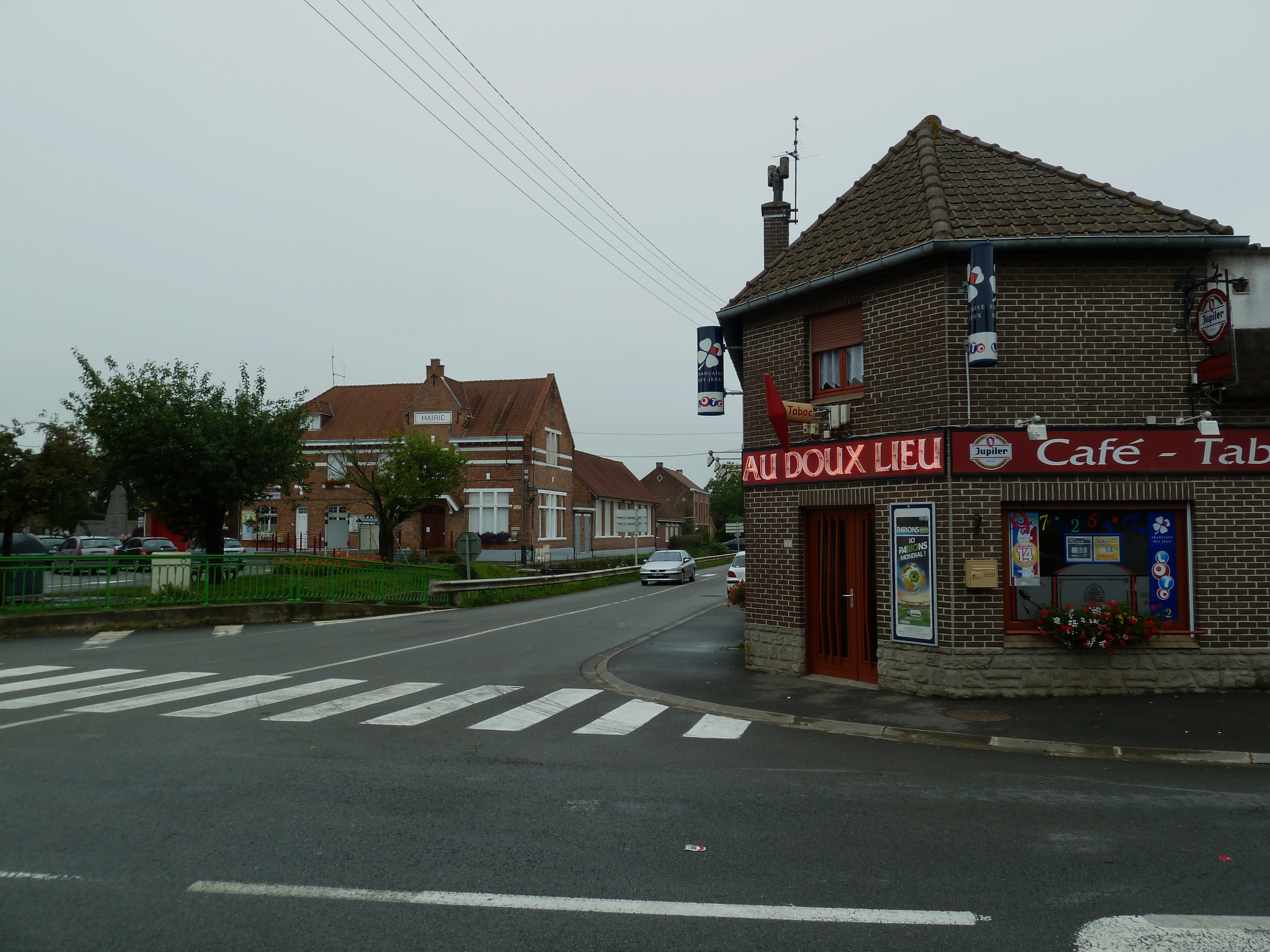
La mairie et l'estaminet "Au doux lieu"
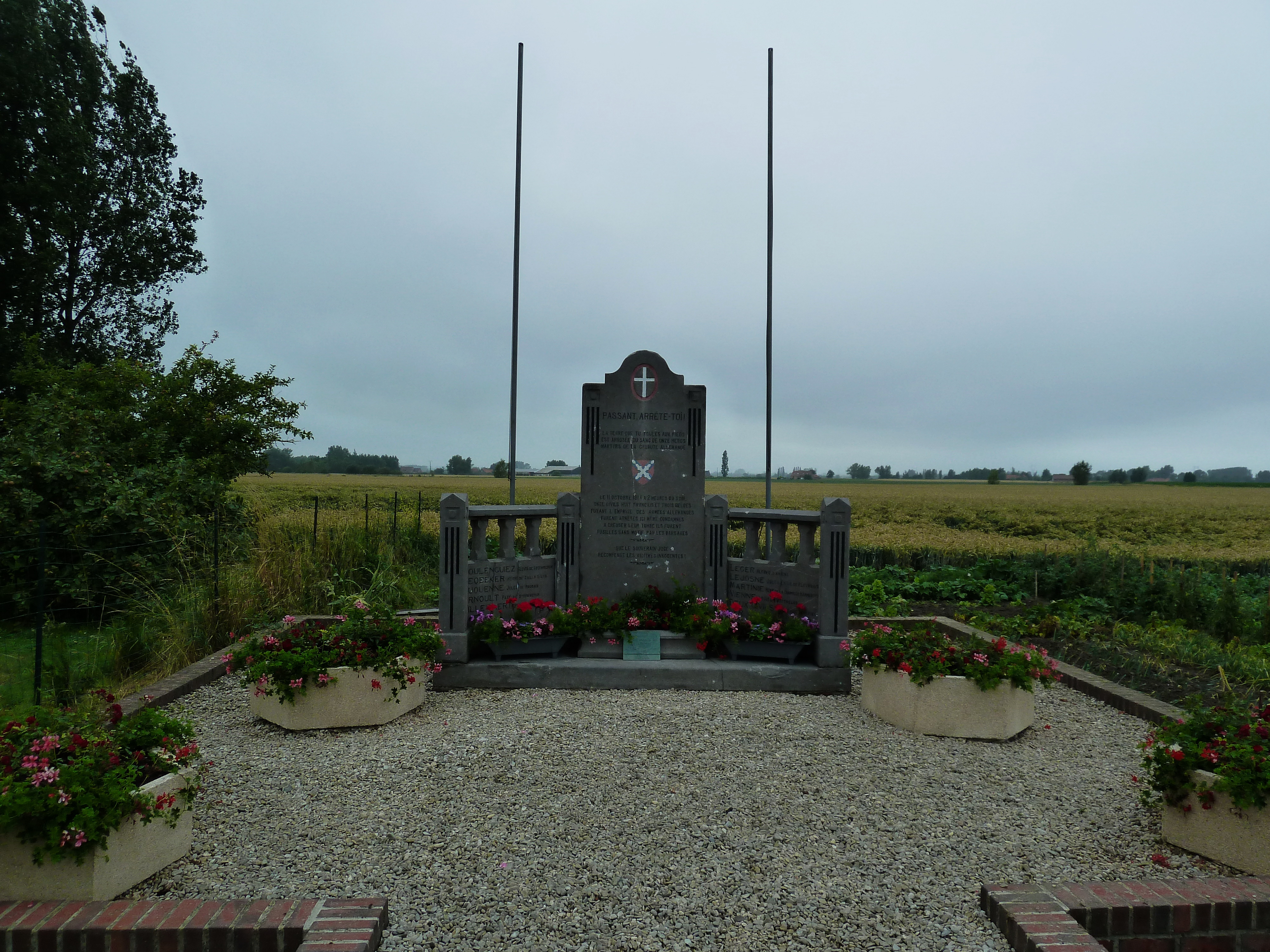
Le monument aux fusillés
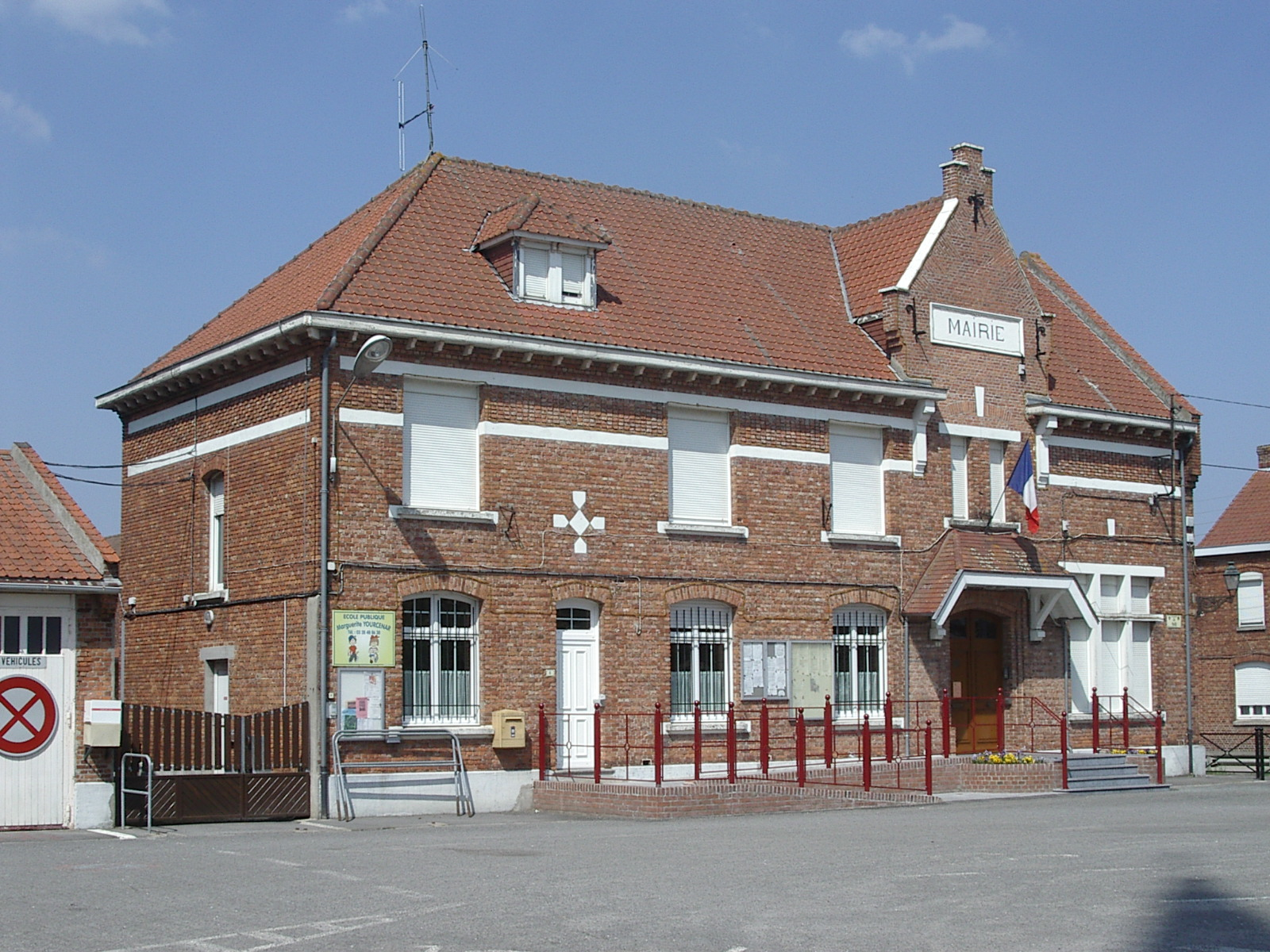
La mairie
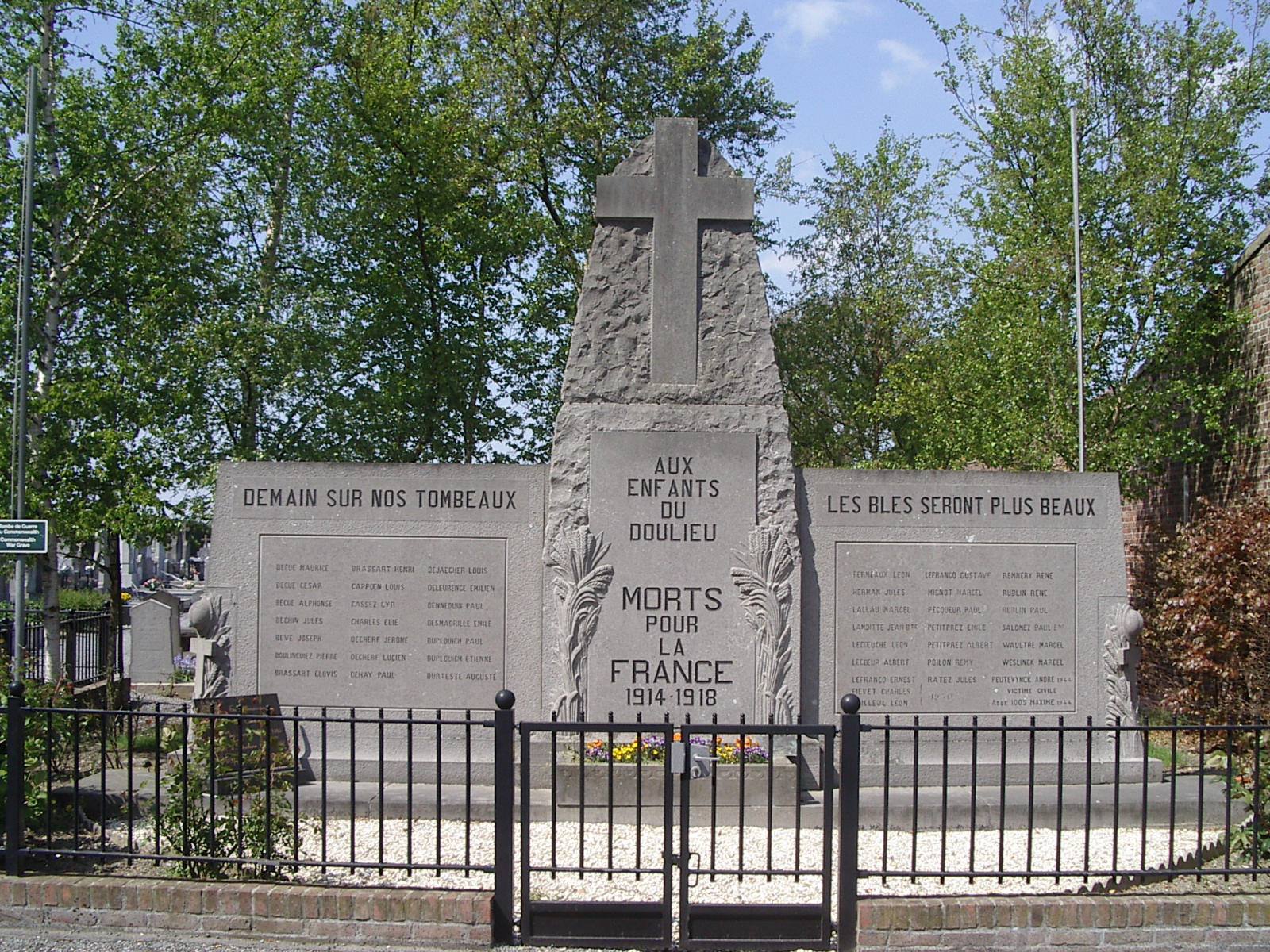
Le monument aux morts
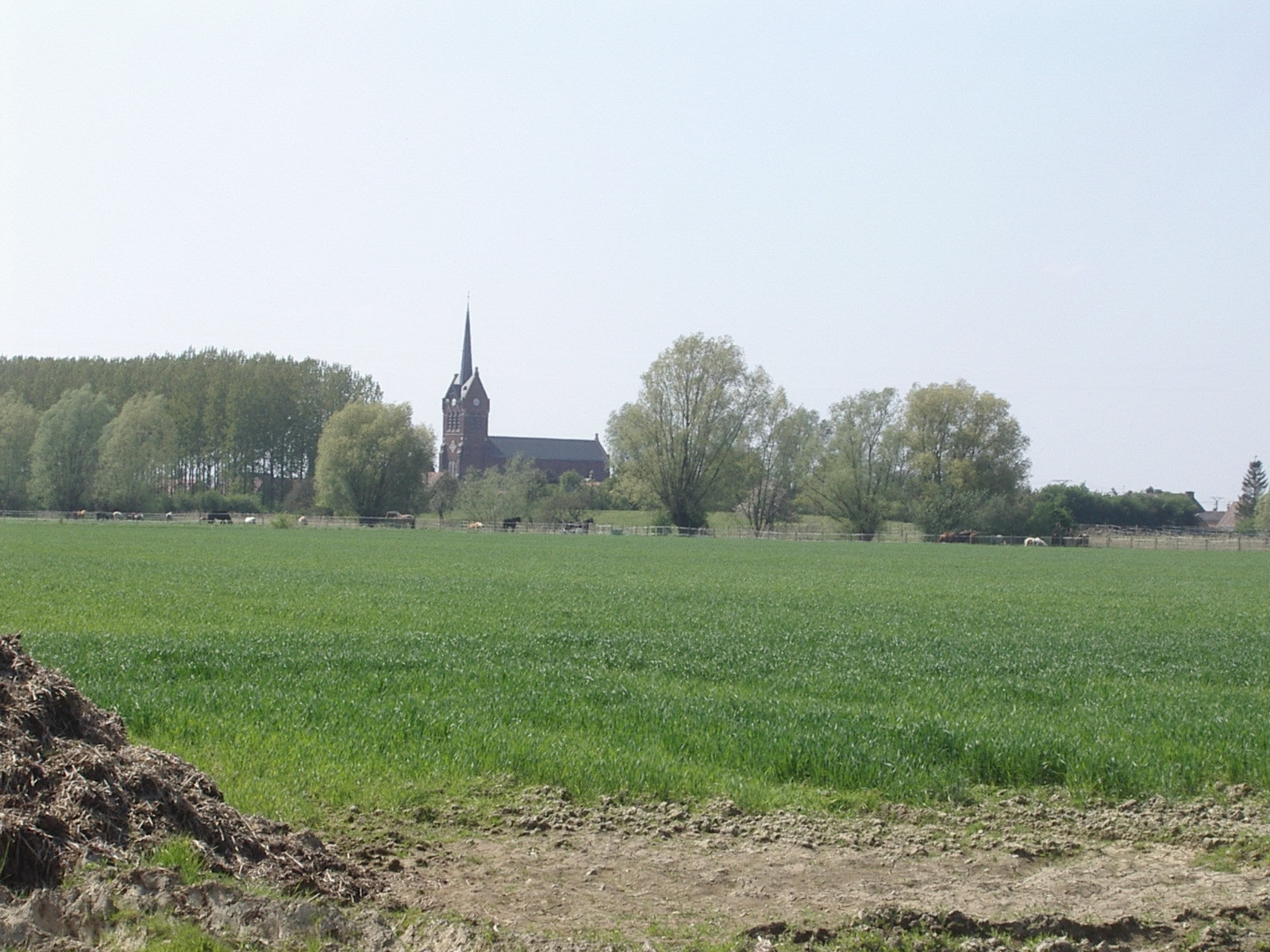
Vue sur Le Doulieu

## Les monuments religieux

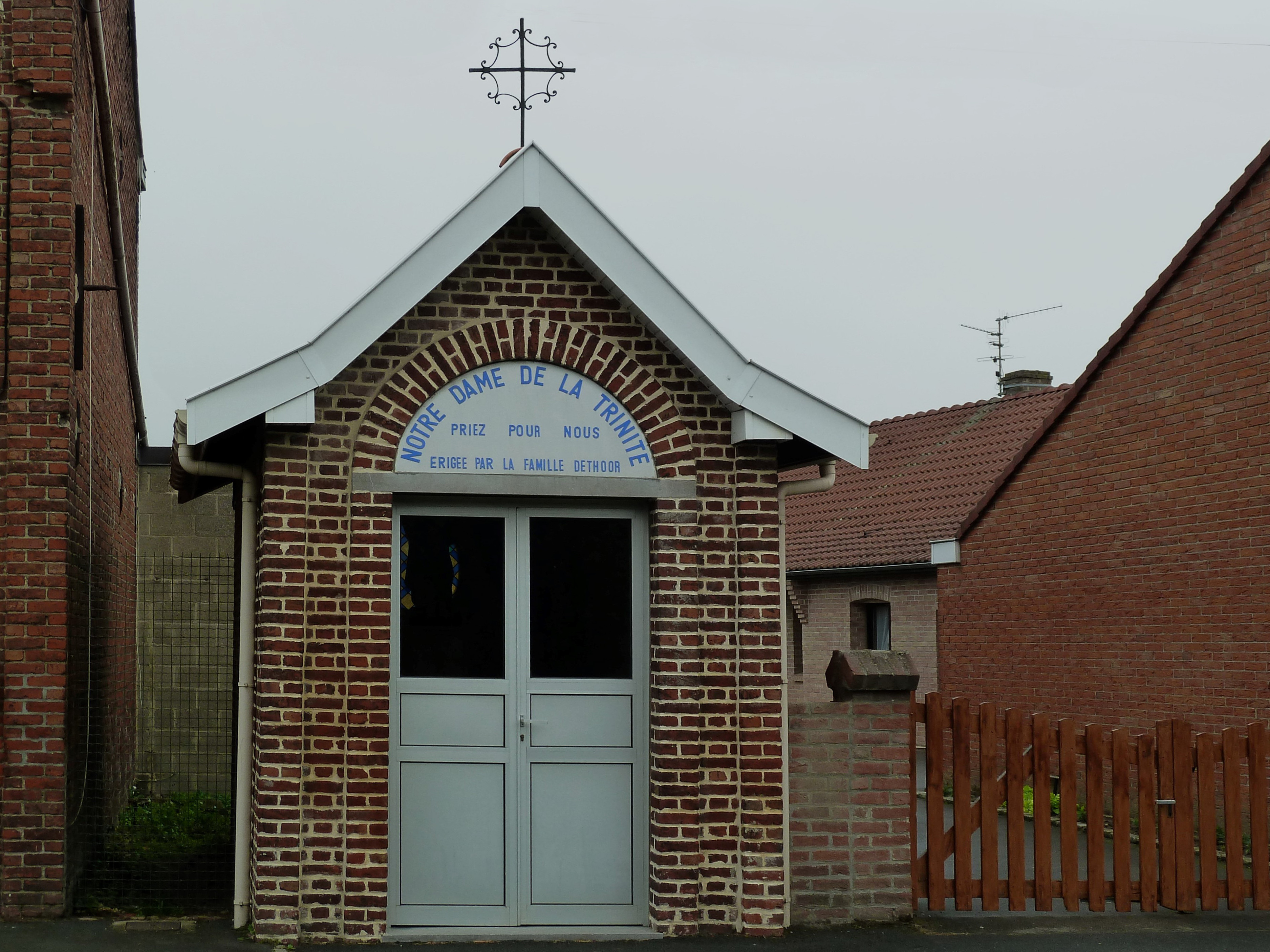
la Chapelle N.D. de la Trinité.
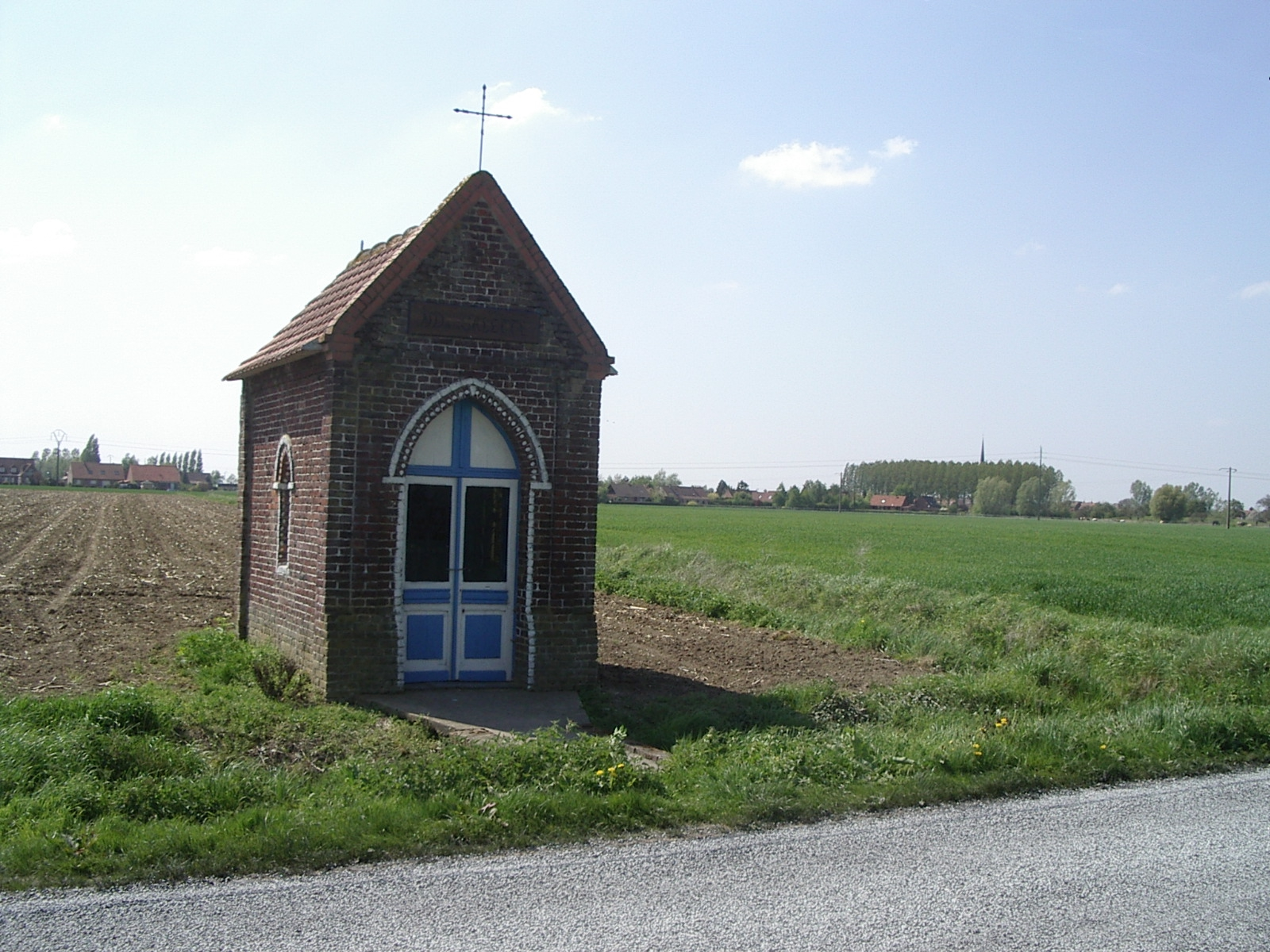
la chapelle Notre-Dame de la Salette
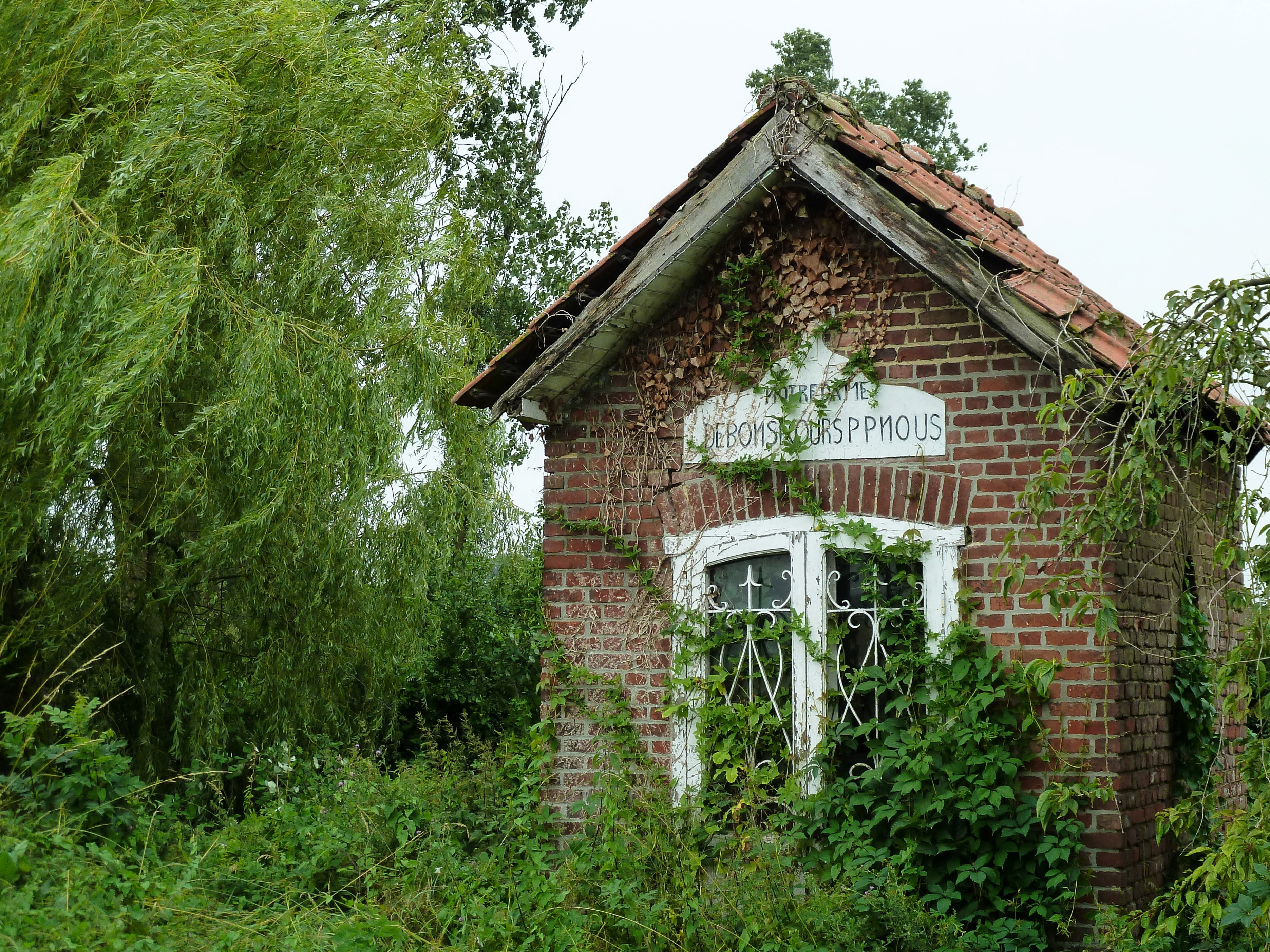
la chapelle N.D. de Bonsecours.
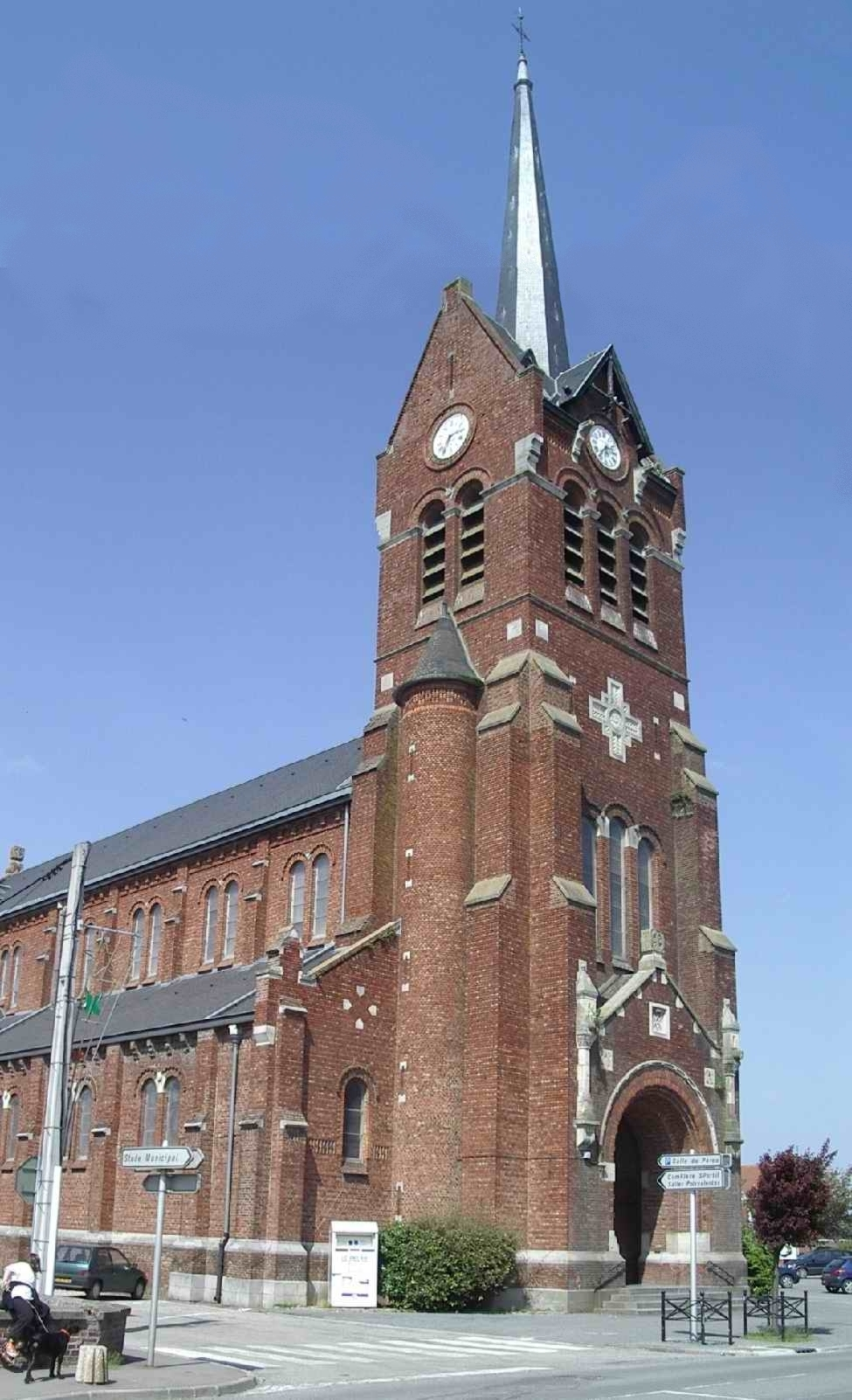
l'église
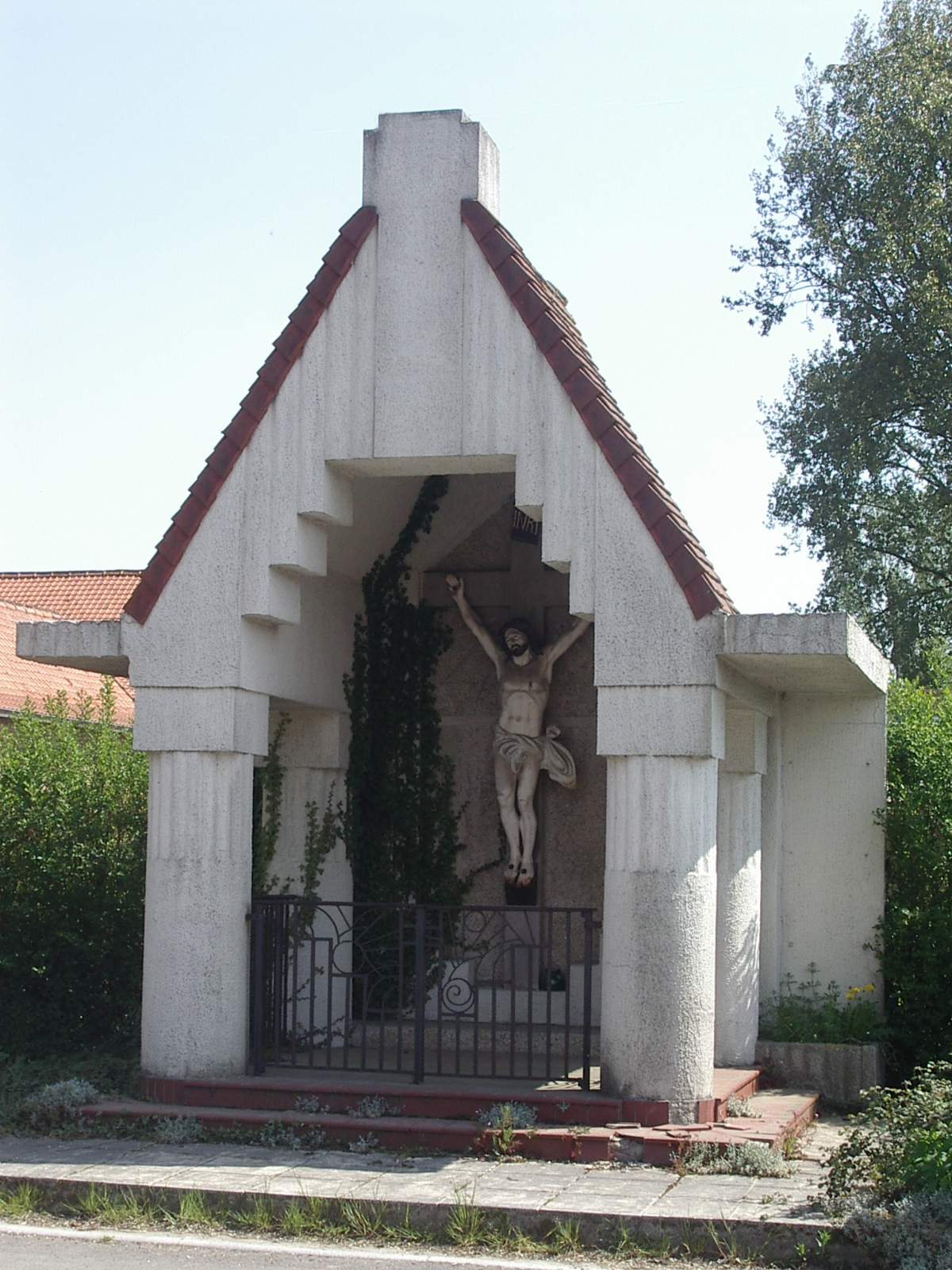
le calvaire

## Harmonie du Doulieu
L'orchestre d'harmonie de Le Doulieu a été fondé en 1869.

## Pour approfondir